# Osterøy
Gmina Osterøy (norw. Osterøy kommune) – norweska gmina leżąca w regionie Hordaland. Jej siedzibą jest miasto Lonevåg.
Osterøy jest 300. norweską gminą pod względem powierzchni.

## Demografia
Według danych z roku 2005 gminę zamieszkuje 7207 osób. Gęstość zaludnienia wynosi 28,36 os./km², co daje Osterøy 141. miejsce wśród norweskich gmin.
| ludność stan na 1 stycznia 2005 |         |           |       |
|                                 | kobiety | mężczyźni | razem |
| osób                            | 3661    | 3546      | 7207  |
| %                               | 50,8%   | 49,2%     | 100%  |

| wykształcenie stan na 1 października 2004 |        |         |        |        |
|                                           | podst. | średnie | wyższe | niezn. |
| osób                                      | 1351   | 3383    | 699    | 70     |
| %                                         | 24,55% | 61,48%  | 12,7%  | 1,27%  |

## Edukacja
Według danych z 1 października 2004:
- liczba szkół podstawowych (norw. grunnskolar): 11
- liczba uczniów szkół podst.: 1133

## Władze gminy
Według danych na rok 2011 administratorem gminy (norw. rådmann) jest Odd Ivar Øvregård, natomiast burmistrzem (norw. ordfører, d. borgermester) jest Kari Foseid Aakre.